# Kochiura temuco
Kochiura temuco là một loài nhện trong họ Theridiidae.
Loài này thuộc chi Kochiura. Kochiura temuco được Herbert Walter Levi miêu tả năm 1963.